# چکاوک نوک‌دراز شرقی
چکاوک نوک‌دراز شرقی (نام علمی: Certhilauda semitorquata)، نام یک گونه از سرده چکاوک‌های نوک‌دراز است.